# Лакона (Ајова)
Лакона (енгл. Lacona) град је у америчкој савезној држави Ајова. По попису становништва из 2010. у њему је живело 361 становника.

## Демографија
Према попису становништва из 2010. у граду је живело 361 становника, што је 1 (0,3%) становника више него 2000. године.
| Група             | 2000.       | 2010.       |
| Белци             | 355 (98,6%) | 358 (99,2%) |
| Афроамериканци    | 0 (0,0%)    | 0 (0,0%)    |
| Азијати           | 1 (0,3%)    | 0 (0,0%)    |
| Хиспаноамериканци | 0 (0,0%)    | 2 (0,6%)    |
| Укупно            | 360         | 361         |